# Хесус-Мария (Кордова)
Хесу́с-Мари́я (исп. Jesús María) — город и муниципалитет в департаменте Колон провинции Кордова (Аргентина), административный центр департамента.

## История
В 1618 году иезуитами в этих местах была создана ферма (в настоящее время входит в памятник Всемирного Наследия ЮНЕСКО «Иезуитский квартал и миссии Кордовы»). В 1750 году она перешла в частные руки.
В 1868 году через эти места началось строительство железной дороги, связывающей Кордову с Тукуманом. Владевший в то время фермой Пио Леон решил выделить землю для основания города, и поручил работу той самой компании «Telfener y CIA», что строила железную дорогу. В 1873 году была начата продажа земельных участков под жилищное строительство, и Пио Леон предоставил властям провинции план будущего города «Вилья-Примеро». В конце 1870-х сюда начали прибывать иммигранты из северной Италии, и в 1880 году был образован муниципалитет.
В 1892 году департамент Анехос-Норте, в состав которого входили эти земли, был переименован в Колон, а Вилья-Примеро, переименованный в Хесус-Мария, стал его административным центром.
В 1946 Хесус-Мария получил статус города (сьюдад).